# Nässjö revir
Nässjö revir var ett skogsförvaltningsområde inom Smålands överjägmästardistrikt och Jönköpings län som omfattade Norra Vedbo härad; av Södra Vedbo härad socknarna Flisby och Norra Solberga; av Tveta härad socknarna Nässjö, Barkeryd, Järsnäs och Forserum; Västra härad utom socknarna Ödestugu, Fröderyd, Bäckaby, Södra Solberga och Ramkvilla; av Östbo härad del av Hagshults socken. Reviret, som var indelat i fyra bevakningstrakter, omfattade 14 483 hektar (1920) allmänna skogar, varav sex kronoparker med en areal av 5 015 hektar.